# Zaanstad
Zaanstad este o comună în provincia Olanda de Nord, Țările de Jos. 

## Localități componente
Assendelft, Koog aan de Zaan, Krommenie, Westzaan, Wormerveer, Zaandam, Zaandijk, 't Kalf, Kogerveld.